# Бистрицькі бабусі
Бистрицькі бабусі (болг. Бистришките баби, "The Bistritsa Grannies") — жіночий хор літніх людей/багатьох поколінь, який виконує традиційні танці та багатоголосий спів регіону Шоплук у Болгарії. Заснована в 1939 році, група виграла Європейську нагороду народного мистецтва в 1978 році, а у 2005 році була оголошена шедевром нематеріальної спадщини людства. Виконуючи триголосну поліфонію з рисами, «збереженими з дохристиянських часів», група гастролювала Європою та США. Вони відомі своїм використанням шоплукського багатоголосся, костюмуванням, танцями в колі (хоро) та виконанням лазарування (дівчачий ритуал весняної ініціації). У 2005 році вони були включені ЮНЕСКО до Списку елементів нематеріальної культурної спадщини Східної Європи.
Жанр шоплука характеризується діафонією та паралельним озвученням. «Діафонія» — різновид багатоголосся, де мелодія виконується одним або двома солістами, що складається з ізвикава та бучі криво або «крикнути» та «криво гомінливих ревів», а ансамбль тримає подвоєний чи тройний бурдон. Танець і музика асинхронні.
Група була сформована парами жінок, найнятих у якості вокальних акомпаніаторів до Бистрицької Четворки (болг. Bistritsa Foursome/Quartet), заснована близько 1935 року.